# عشبة السنونو
عشبة السنونو أو عشبة الخطاطيف هو جنس صغير من النباتات المزهرة في الفصيلة الخشخاشية موطنه شمال إفريقيا وأوراسيا حيث ينتشر على نطاق واسع من غرب أوربا إلى شرق آسيا.